# Operación Tierra
Operación Tierra, 守望地球 en chino, (Shǒuwàng dìqiú, en pinyin) es una ONG ambientalista, fundada en el año de 2012 en Pekín, en la República Popular China.
Esta ONG ecologista y ambientalista internacional sin ánimo de lucro, con base en China, fue creada por el Ingeniero León Chen.
Entre los programas que promueve se encuentran los de intercambio cultural y científico, así como visitas y expediciones de jóvenes chinos en el extranjero y de extranjeros en China.

## Campos de acción
Promotora de las investigaciones de campo dirigidas al voluntariado, se dedica a la conservación de la biodiversidad y el cambio climático global. Los miembros de Operación Tierra son científicos, profesores, estudiantes, círculos empresariales y aventureros, que dedican sus esfuerzos y trabajo conjunto a las expediciones de campo, entre los cuales se cuentan: Expediciones de monitoreo ecológico en las selvas del Río Amazonas, Salvar el rinoceronte negro del Gran Valle del Rift en África Oriental, Formaciones salvajes y Reintroducción del panda gigante, el mono de nariz chata de Shangri-La, Monitoreo de los Ecosistemas de pastizales de Hulun, Persiguiendo las huellas de Charles Darwin para el Monitoreo de los Ecosistemas Marinos de las Islas Galápagos, etc.

## Misión de Operación Tierra
Promover el cuidado del medio ambiente global, movilizar al público en general para apoyar los programas de investigación de campo necesarios para el futuro sostenible mediante la participación directa y ganar experiencias extraordinarias al aire libre
El programa de investigación de campo de la explotación de la tierra disfruta de las siguientes características: un significado global, presidido por los principales científicos, centros de investigación son generalmente ubicados en los lugares misteriosos de la tierra rara de alcanzar, y los voluntarios obtendrán experiencias extraordinarias a través de excursiones y campamentos para recoger la investigación de campo de datos, a fin de proporcionar una base científica para el plan de respuesta al cambio climático y la conservación de los ecosistemas y el plan de manejo sostenible de los recursos naturales.

## Proyectos apoyados por Operación Tierra

### Expedición Río Amazonas
Con sede en Iquitos,  el proyecto de investigación se encuentra en la Reserva Nacional Pacaya -Samiria Naturaleza en Perú, Dr. Richard Bodmer;

### Salvación del rinoceronte negro en Kenia
Dr. Geoffrey Wahungu, director general de la Dirección de Gestión Ambiental Nacional de Kenia (NEMA ), al mismo tiempo como director de Medio Ambiente del Departamento, la Universidad de Moi.

### Formaciones salvajes y Reintroducción delpanda giganteen Wolong
Patrimonio Natural de la Humanidad. China. Dr. Zhang Hemin, director de Conservación e Investigación China de Panda Gigante ( CCRCGP );

### Mono de nariz chata de Shangri'la
Reserva Natural Nacional de la Montaña nevada del Canballo Blanco(Patrimonio Natural de la Humanidad), Yunnan, China, PI es el Dr. Xiao Wen, Director de Institue de Medio Ambiente y Recursos Himalaya, Dali, Yunnan, China;

### Seguimiento del ecosistema de pastizales de Hunlun Buier
En Mongolia Interior, China, este pastizal está catalogado como el número uno de China y el más hermoso pastizal según National Geography de China (CNG ). Sr. Wang Zhengwen, Investigador del Instituto de Biología de Shenyang, de la Academia de Ciencias de China.
Los programas que desarrollarán los voluntarios chinos de Operación Tierra en otros países, durante 2013, comprenden visitas a los Andes colombianos para participar en investigaciones de la avifauna tropical, en particular cóndores y colibríes del páramo), a la República Dominicana en monitoreo de ballenas, protección de cocodrilos y de la paloma enana endémica de esa isla. En Francia participarán en programas de crianza y protección de caballos poni y otras especies equinas.
Por su parte, los grupos de científicos y estudiantes extranjeros visitarán las reservas naturales del panda gigante, donde podrán participar en su cría y cuidado.